# Série 43 SNCB
Les séries 42 et 43, à l'origine types 602 et 603 sont un type d'autorail de la Société nationale des chemins de fer belges (SNCB).

## Histoire
- Les séries 42 à 45 (ancien type 602 à 605) constituent un ensemble d'autorails commandés par la SNCB pour finir de remplacer la traction vapeur sur les lignes secondaires ou sur les relations omnibus des grandes lignes non électrifiées.
- Deux types de remorques légères ont été conçues pour eux :
  - Les type 732, à deux essieux, proposaient 58 places et un WC. Elles furent construites à 20 exemplaires et furent livrées à la même époque que les autorails par les Ateliers Métallurgiques de Nivelles.
  - Les type 734, à bogies, proposaient 78 places et furent construites à 30 exemplaires. Leur masse plus élevée les a surtout vues associées aux séries 44 et 45.

- Après la Seconde Guerre mondiale, la SNCB a réceptionné les autorails de la série 46 qui se sont révélés très économiques à l'usage, par rapport à la traction vapeur. Elle réfléchit alors à la mise en œuvre d'une série d'autorails plus lourds, capables d'être assemblés en rames de capacité variable en ajoutant une remorque, comme cela se fait avec succès en France ou en couplant plusieurs unités ensemble (les 46 ne sont pas couplables).

- Les ateliers Germain de Mont-sur-Marchienne et les Ateliers Métallurgiques de Nivelles reçoivent commande pour la construction des caisses. L'option retenue est la transmission hydraulique, qui a fait ses preuves et est disponible chez plusieurs constructeurs, de même que la motorisation.
- Les autorails série 43, avec leur essieux moteur unique , furent les premiers à être mis hors service, dans les années 1980. Une petite dizaine furent transformés en autorails ES400 pour les travaux sur la caténaire.
- Les autres séries furent utilisées en Flandre (notamment autour de Gand) ou sur les petites lignes de Wallonie, où elles remplacèrent par exemple les derniers autorails série 46.

- Au printemps 2002, la livraison de la série 41 permet aux derniers exemplaires de prendre un repos mérité. Troisexemplaires de chaque série (sauf les 42 qui ont été convertis en 43) sont conservés soit par des associations (PFT, CFV3V ou Stoomcentrum Maldegem) ou par la SNCB elle-même.
  - 4403 (SCM, en service)
  - 4405 (SCM, banque d'organes)
  - 4407 (CFV3V, en service)
  - 4506 (PFT, en service)
  - 4509 (SNCB Patrimoine, non utilisé)
  - 4510 (CFV3V, à rénover)

Utilisation
- Leur service resta de tout temps associé aux dessertes omnibus sur les lignes non électrifiées, soit en complément des trains directs tractés, soit seules sur les lignes secondaires.

- La desserte de l'aéroport par la série 42 prend fin en 1971.

- En 1984, la série 43 est quasi intégralement réformée. Plusieurs engins sont affectés aux services de l'infrastructure et convertis par exemple en autorails caténaire

- Dans les années 1990, les derniers sanctuaires des 44-45 sont d'une part la relation omnibus ligne Alost - Burst et surtout l'Ardenne, avec les dépôts de Bertrix ou Latour, et après leur fermeture Stockem, car la desserte des autres lignes (Charleroi - Couvin, les lignes du Limbourg et de l'étoile de Gand) est confiée à des rames tractées de série 62 et voitures M2. Ils assurent la desserte voyageur des lignes ardennaises suivantes : Dinant - Bertrix - Libramont, Athus - Bertrix - Libramont, Libramont - Bastogne où ils auront, à l'occasion, à remorquer un wagon fermé lorsque le compartiment fourgon ne suffit pas à assurer le service postal (messagerie).

## Caractéristiques
Bien que d'apparence identique, chaque série présente des particularités : 
- Les 6 autorails de la série 42 disposaient d'un compartiment de première classe et d'un fourgon à bagage adapté pour la desserte de l'aéroport de Bruxelles-National. Après l'électrification de cette desserte en 1972, ces autorails seront réaménagés et intégrés dans la série 43.
- Les 30 autorails de la série 43 sont techniquement identiques à ceux de la série 42. Ils comportent un moteur diesel de 400 kW construit par Carels à Gand, couplé à une transmission hydraulique SEM agissant sur un seul essieu. Malgré cette puissance supérieure à celle des autres sous-séries, l'adhérence limitée à un seul essieu les a dès le départ dédiés aux lignes les moins accidentées. Ils furent donc surtout visibles en Flandres.

## Galerie de photographies

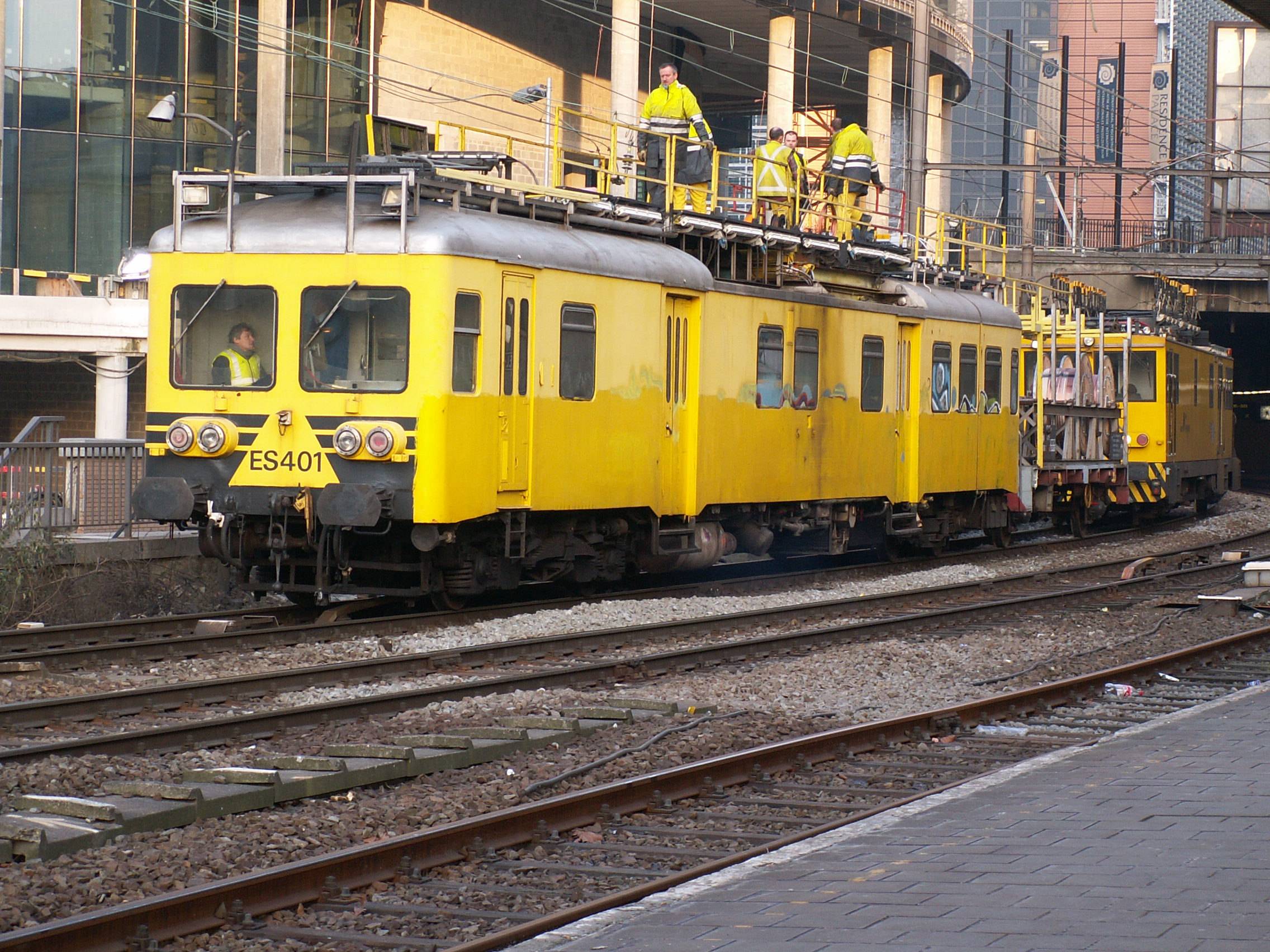
ex engin de la série 43 transformé en autorail caténaire.
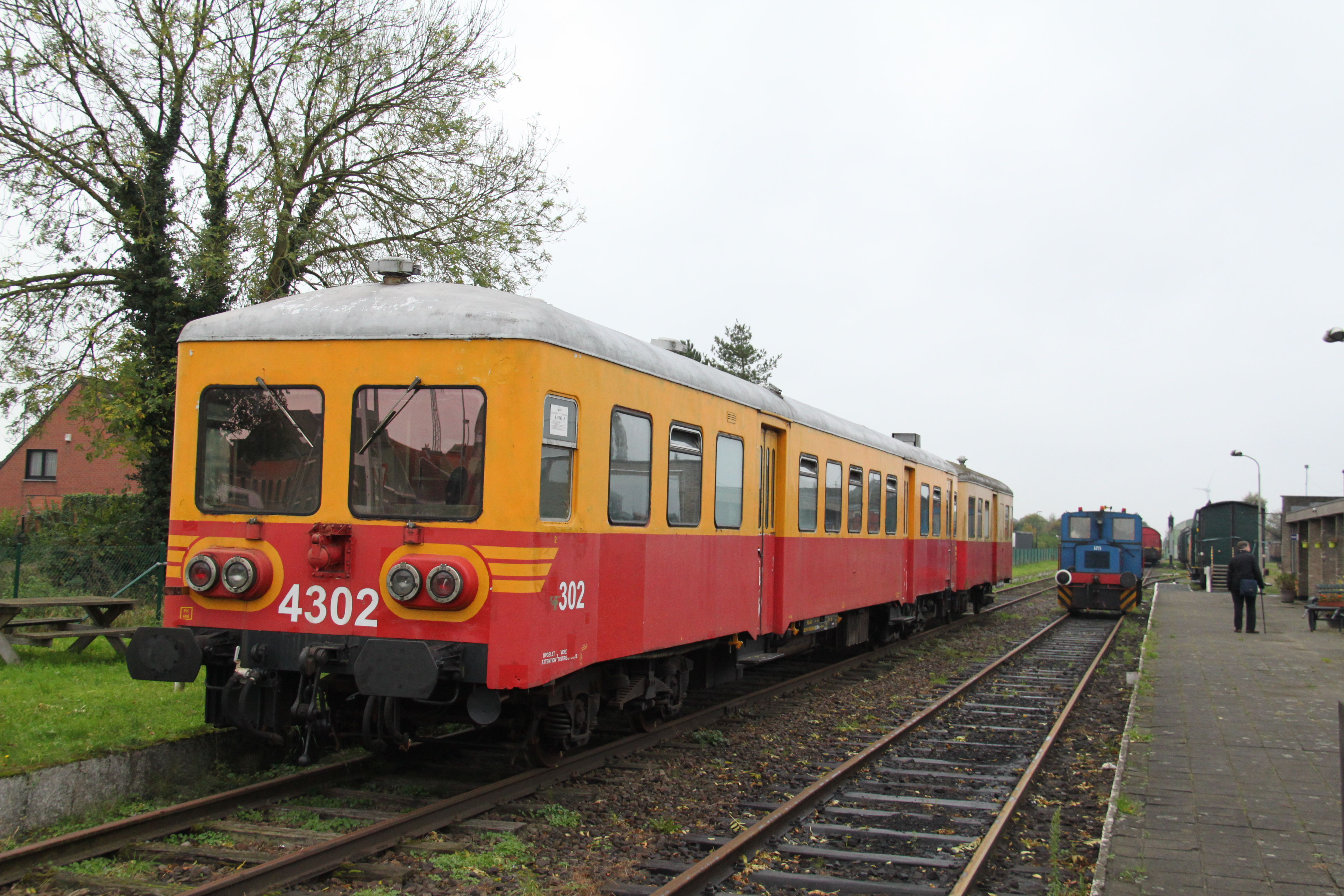
le 4302 et une remorque 732 préservés au Chemin de fer à vapeur Termonde - Puers.
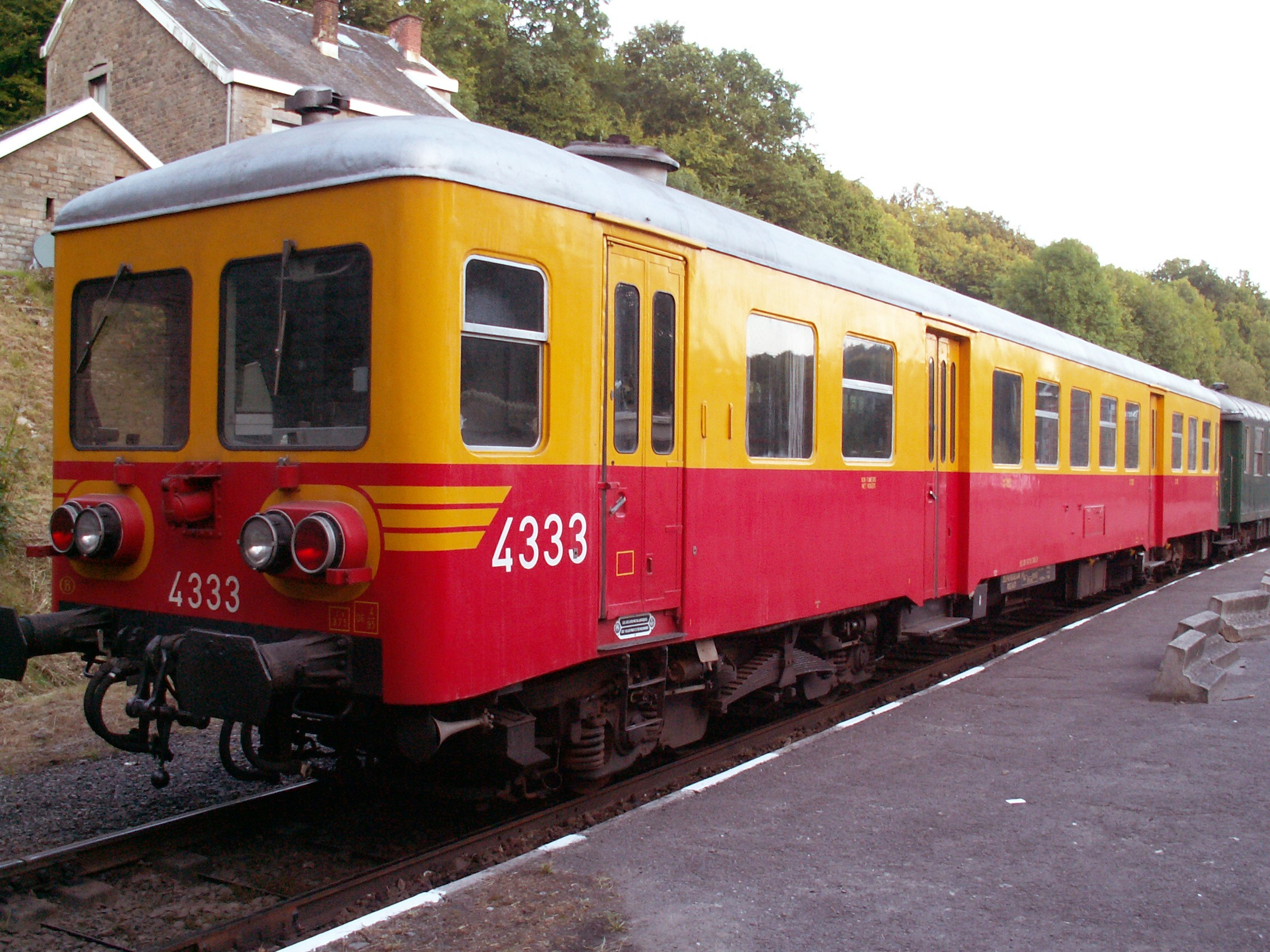
le 4333 du PFT en gare de Spontin.